# La Roda Club de Fútbol
La Roda Club de Fútbol és un club de futbol manxec del municipi de La Roda (Albacete). Fundat l'any 1996, juga a la Segona Divisió B.

## Història
El Club Deportivo La Roda, club fundat l'any 1976 i que va militar 7 temporades a Tercera Divisió, va desaparèixer l'any 1996, cedint els seus drets a l'Albacete B. Llavors el club va renéixer l'any 1996 amb el nom de Sporting La Roda i militant a la categoria més baixa del futbol manxec, la Segona Autonòmica. L'any 1999 l'equip ascendeix a Primera Autonòmica i va adoptar el nom actual de La Roda Club de Fútbol, però per motius de patrocini el nom oficial seria La Roda Caja Rural Club de Fútbol. L'any 2001 el club ascendeix a Tercera Divisió. La temporada 2003-04 l'equip va acabar en quarta posició, disputant la lligueta d'ascens a Segona B, eliminant el totpoderós Granada CF a les semifinals però caient a la final davant l'equip extremeny del Díter Zafra. La temporada 2009-10 l'equip aconsegueix quedar campió de grup, però perd les dues opcions d'ascens: primer a l'eliminatòria de campions contra el Gandia i posteriorment contra l'equip gallec del Coruxo. La temporada següent l'equip acaba en tercera posició i puja per primera vegada a Segona B, després de superar el Langreo, el Pozuelo de Alarcón i el San Fernando.

## Dades del club
- Temporades a Primera Divisió: 0
- Temporades a Segona Divisió: 0
- Temporades a Segona Divisió B: 1 (actual)
- Temporades a Tercera Divisió: 10
  - Millor posició a 3a Divisió: 1r (temporada 09-10)
  - Pitjor posició a 3a Divisió: 14è (temporada 08-09)
- Temporades a Primera Autonòmica: 2
- Temporades a Segona Autonòmica: 3

## Indumentària
- Uniforme titular: Samarreta vermella, pantaló blau i mitges blaves.

## Estadi
El terreny de joc on l'equip disputa els seus partits com a local és l'Estadio Municipal de Deportes de La Roda, amb capacitat per a 3.500 espectadors, de gespa natural i inaugurat l'any 2002.